# Station Przeworsk
Station Przeworsk is een spoorwegstation in de Poolse plaats Przeworsk.